# Cooch Behar (ville)
Cooch Behar est une ville indienne située dans le district de Cooch Behar dans l’État du Bengale-Occidental. En 2011, sa population était de 106 760 habitants.

## Géographie
La ville se trouve sur la rive gauche de la rivière Torsa, un affluent du Brahmapoutre.

## Histoire
Sous le Raj britannique, elle était la capitale de l'État princier du Cooch Behar.

## Personnalités
- Mouni Roy (1985-), actrice indienne née à Cooch Behar.